# One percent (jeu de rôle)
 (août 2021).
One percent (ou 1%) est un jeu de rôle sur table, créé par Steve Goffaux et Laurent Rambour, édité dans sa première version par Game-Fu (devenu depuis, LETO) en mars 2017. Inspiré par la série Sons of Anarchy et le supplément The lost and damned de GTA 4, 1% propose d’incarner des membres de Motor-Club onepourcentiste (criminels).

## Concept
Ce jeu de rôle propose de créer un Motor-Club et ses membres qui s'affranchissent des lois, pour vivre libres et respecter leur propre morale et leurs propres règles, selon la culture des clubs 1%.
Après des reproches de sexisme portés à l'encontre du jeu, basé sur une réalité historique et sociétale, les auteurs décident d'intégrer un MC féminin, sous la direction de Grégory Privat, auteur du jeu Bimbo. De plus, une seconde impression du livre de base, avec une couverture alternative, est réalisée dès décembre 2017.

## Univers de jeu

### Noms modifiés
Pour ne pas avoir à verser de royalties à Harley-Davidson, l’auteur a pris la décision de modifier le nom de la marque en « Hartley-Devilson » ; de la même manière, Indian devient « Cherokee ».
Afin de ne pas risquer de déranger les Motors-Clubs « onepourcentistes » existants (Bandidos MC, Hell's Angels…) les noms  des « Big Six» sont aussi créés de toutes pièces ; ainsi, l’on trouve : Les Caballeros, les The Night Tragedy (T.N.T), les Raid Ravens, les Blood Diamonds, les Warhounds et les Wheels of Fire.

### Lieux décrits
Le livre de base contient une description de contexte orientée surtout pour jouer de nos jours aux États-Unis d’Amérique, mais le jeu est tout à fait adaptable afin de jouer une autre période ou une autre localisation (Asie, Europe, Afrique, etc.).

## Système de jeu
Le système de résolution est simple. Utilisant trois dés à 6 faces, l’objectif de toutes les actions est d’obtenir 10 ou moins à l’addition des résultats des dés. Si le résultat indique 5, ou moins, le personnage « passe le turbo » (réussite critique).
Les personnages ne disposent pas de feuilles de personnage mais de « cartes-tatouages » décrivant leurs domaines d’aptitudes de manière narrative. Les motos, quant à elles, disposent de fiches-moto.
L’initiative est gérée sur une « piste d’initiative » de vingt-deux cases au dos de l’écran du meneur, permettant de visualiser de manière dynamique les tours d’initiative.

## Suppléments
Les suppléments suivants ont été publiés en 2017, en accompagnement de la sortie du jeu :
- Anarchy in the USA[8], un supplément de contexte décrivant les villes de Boston, Albuquerque et Los Angeles ;
- Highways to H.E.L.L.[9], un recueil de scénarios.